# 周兴镇
周兴镇，是中华人民共和国四川省内江市隆昌市曾经下辖的一个镇。2019年12月4日，撤销周兴镇，划归普润镇、界市镇管辖。

## 行政区划
周兴镇撤销前下辖以下地区：
周兴社区、阚家咀村、王布政村、五马朝村、茶子山村、凤凰庙村、佛洞村、兰家田村、黄花寺村、秦家庙村和斑竹林村。